# Malá molekula

Příklad malých molekul jako léčiva (pro terapii infekce HIV): efavirenz (EFV; nenukleosidový inhibitor reverzní transkriptázy, NNRTI); emtricitabin (FTC; inhibitor reverzní transkriptázy na bázi nukleosidového analogu, NRTI) a tenofovir disoproxil fumarát (TDF; inhibitor reverzní transkriptázy na bázi nukleotidového analogu, NtRTI)

V oblasti molekulární biologie a farmakologie je malá molekula organická sloučenina s nízkou molekulovou hmotností (≤ 1000 daltonů), která může regulovat biologický proces (mnoho léčiv je malými molekulami). Větší struktury, jako jsou nukleové kyseliny a bílkoviny, a mnohé polysacharidy nejsou malé molekuly, ačkoli jejich monomery, které je tvoří (ribo- nebo deoxyribonukleotidy, aminokyseliny, respektive monosacharidy), jsou často považovány za malé molekuly. Malé molekuly mohou být použity jako výzkumné nástroje pro zkoumání biologických funkcí i jako vodítka při vývoji nových terapeutických látek. Některé z nich mohou modulovat specifickou funkci proteinu nebo narušovat interakce protein-protein.
Farmakologie obvykle omezuje pojem "malá molekula" na molekuly, které vážou specifické biologické makromolekuly a působí jako efektor, měnící aktivitu nebo funkci cíle. Malé molekuly mohou mít řadu biologických funkcí nebo použití, slouží jako molekuly buněčné signalizace, léčiva v medicíně, pesticidy v zemědělství a v mnoha dalších rolích. Tyto sloučeniny mohou být přírodní (např. sekundární metabolity) nebo umělé (např. antivirotika); mohou mít příznivý účinek proti nemoci (např. léky) nebo mohou být škodlivé (např. teratogeny a karcinogeny).

## Hranice molekulové hmotnosti
Horní hranice molekulové hmotnosti malé molekuly je přibližně 900 daltonů, což umožňuje rychlou difúzi přes buněčné membrány, takže se může dostat do intracelulárních míst působení. Tato hranice molekulové hmotnosti je také nutnou, ale nedostatečnou podmínkou pro perorální biologickou dostupnost, protože umožňuje transcelulární transport přes střevní epiteliální buňky. Kromě střevní propustnosti musí mít molekula také přiměřeně dobrou rozpustnost ve vodě. Pro perorální malé molekuly léčivých přípravků byla doporučena poněkud nižší hranice molekulové hmotnosti 500 daltonů (jako součást "Lipinského pravidla pěti") na základě pozorování, že míra klinického úbytku se výrazně sníží, pokud se molekulová hmotnost udržuje pod touto hranicí.

## Léky
Většina léčivých přípravků jsou malé molekuly, i když některé léky mohou být i bílkoviny (např. inzulin a další biologické léčivé přípravky). S výjimkou terapeutických protilátek se mnoho proteinů při perorálním podání rozkládá a většinou nemohou procházet buněčnými membránami. Malé molekuly se vstřebávají s větší pravděpodobností, i když některé z nich se vstřebávají po perorálním podání jen v případě, pokud jsou podávány jako proléčiva. Jednou z výhod, které mají malé molekuly léčiv oproti "velkomolekulárním" léčivům, je, že mnoho malých molekul lze užívat perorálně, zatímco makromolekulární léčiva obvykle vyžadují injekční nebo jiné parenterální podání.

## Sekundární metabolity
Řada organismů včetně bakterií, hub a rostlin produkuje malé molekuly sekundárních metabolitů, známé také jako přírodní produkty, které hrají roli v buněčné signalizaci, pigmentaci a v obraně proti predátorům. Sekundární metabolity jsou bohatým zdrojem biologicky aktivních sloučenin, a proto se často používají jako výzkumné nástroje a vodítka pro objevování léčiv. Mezi příklady sekundárních metabolitů patří např.:
- Alkaloidy
- Glykosidy
- Lipidy
- Neribozomální peptidy (aktinomycin-D)
- Přírodní fenoly (včetně flavonoidů)
- Terpeny (včetně steroidů)
- Tetrapyroly

## Výzkumné nástroje

Příklad použití malé molekuly jako nástroje namísto proteinu v buněčné kultuře. V buněčné kultuře je pro získání pankreatické linie z mezodermálních kmenových buněk třeba aktivovat signální dráhu kyseliny retinové a zároveň inhibovat dráhu "sonic hedgehod". Toto lze provést buď přidáním protilátek anti-shh, či proteinu interagujícího s hedgehog proteinem anebo cyklopaminu do média (první dvě látky jsou proteiny a poslední je malá molekula).

Enzymy a receptory jsou často aktivovány nebo inhibovány endogenním proteinem, ale mohou být také inhibovány endogenními nebo exogenními malými molekulami (nízkomolekulární inhibitory nebo aktivátory), které se mohou vázat na aktivní místo nebo na alosterické místo.
Vazbu ligandu lze charakterizovat pomocí různých analytických technik, jako je povrchová plazmonová rezonance, mikroskopická termoforéza nebo duální polarizační interferometrie, aby bylo možné kvantifikovat reakční afinitu a kinetické vlastnosti a také případné indukované konformační změny.

## Související
- Farmakologie
- Lipinského pravidlo pěti
- Metabolit
- Neurotransmiter
- Objevování léčiv
- High-throughput screening
- High-content screening
- Chemická knihovna